# Selenops debilis
Selenops debilis là một loài nhện trong họ Selenopidae.
Loài này phân bố ở tây nam của vùng sinh thái Neartic.
Loài này thuộc chi Selenops. Selenops debilis được Richard C. Banks miêu tả năm 1898.